# 아마나트
아마나트(카자흐어: Аманат, "선조들의 언약"이라는 뜻)는 카자흐스탄의 초대 대통령인 누르술탄 나자르바예프가 자신에 대한 지지를 확보하기 위해 1998년 1월 2일에 창당한 정당으로, 현재 카자흐스탄의 최대 정당(당원 수 850,000명)으로, 1990년 10월 10일에 실시된 총선에서 제1당으로 부상하여 현재까지 집권을 유지 중이다. 현재 당총재는 예를란 코샤노프 하원의장 겸 원내대표이다.
카자흐스탄 민주당, 자유 운동당, 카자흐 통일당 등의 정당 합당을 기반으로 구성되어 2006년 8월 기준으로 17만 명의 당원을 확보하여 전국당으로 변모하였으며, 2006년 7월에는 나자르바예프 대통령의 장녀인 다리가 나자르바예바가 총재로 지내고 있던 아사르(Asar) 당을 합당하였다. 2007년 8월 18일에 실시된 카자흐스탄 하원 선거에서는 98석 중 83석(88.4%)을 차지하였다.
창당 당시에는 누르 오탄 인민민주당이었으나, 2013년 10월 18일에 누르 오탄(카자흐어: Нұр Отан, "조국의 빛줄기"라는 뜻)으로 당명을 변경했다. 2021년 1월 10일에 실시된 카자흐스탄 하원 선거에는 107석 중에 76석(71.09%)을 차지하였다. 그러다가 2022년 카자흐스탄 시위의 후폭퐁으로 인해서 2022년 3월 1일에 당총재인 카심조마르트 토카예프 대통령의 주도로 아마나트로 당명을 지금처럼 정식으로 변경했다. 같은해 4월 26일에 열린 당대회에서 '공정한 사회, 신카자흐스탄'을 명시한 새로운 강령과 정책을 채택하고 원외 자유주의 정당인 아달(Adal, 공정을 의미)과 공식적으로 합병을 결의함과 동시에 카심조마르트 토카예프 대통령이 당대회를 끝으로 탈당하고 예를란 코샤노프 하원의장 겸 원내대표를 신임 당총재로 선임하여 오늘에 이르고 있다. 현재의 집권여당인 아마나트라는 당명은 카자흐어로 '조상의 유산', '선조의 언약', '미래세대로의 위임', '조상의 의지'를 의미한다. 아마나트와 국제적으로 협력하고 있는 외국 정당으로는 통합 러시아, 중국 공산당, 정의개발당, 타지키스탄 인민민주당 등이 있다.

## 역대 대통령 선거결과
| 실시년도 | 대통령 후보                                              | 투표 득표수 | 투표 득표율 |
| -------- | -------------------------------------------------------- | ----------- | ----------- |
| 2011년   | 누르술탄 나자르바예프                                    | 7,850,958   | 95.55%      |
| 2015년   | 누르술탄 나자르바예프                                    | 8,833,250   | 97.75%      |
| 2019년   | 카심조마르트 토카예프                                    | 6,539,715   | 70.96%      |
| 2022년   | 카심조마르트 토카예프(무소속으로 출마. 아마나트가 지원.) | 6,456,392   | 81.31%      |